# Chris McBreen
Christopher McBreen (* 9. August 1972) ist ein neuseeländischer Snookerspieler. Er ist vierfacher neuseeländischer Meister und nach Dene O’Kane international der zweiterfolgreichste Spieler seines Landes. In den 2000er Jahren spielte er zwei Saisons als Profi auf der Snooker Main Tour.

## Karriere
Chris McBreen begann erst mit 17 Jahren mit dem Snookerspielen im örtlichen Pub. Mit 23 vertrat er erstmals sein Heimatland bei der Amateurweltmeisterschaft, auch 1996 spielte er bei der Heim-WM, er schied aber jeweils in der Gruppenphase aus. Im selben Jahr wurde er erstmals neuseeländischer Meister. In den nächsten Jahren wurde es allerdings ruhiger um ihn, erst 2000 spielte er erneut bei der Amateur-WM. Außerdem gewann er das Finale der Ozeanien-Play-offs für das Ticket des Kontinalverbands für die Snooker Main Tour. Damit durfte er in der Saison 2001/02 an den Profiturnieren teilnehmen. Die Ergebnisse waren jedoch enttäuschend. Bei den European Open gewann er sein einziges Match gegen den Isländer Kristján Helgason mit 5:2. Sonst gab es nur Auftaktniederlagen und bei der Profiweltmeisterschaft verlor er gegen Matthew Couch mit 1:10. Damit musste er die Profitour nach einem Jahr wieder verlassen.
Er meldete sich zwar bei der Challenge Tour an, um sofort wieder zurückzukommen, aber letztlich trat er nur einmal an und verlor dann sein einziges Match. National blieb er immerhin Spitze und holte sich 2002 seinen zweiten Meistertitel. Danach wurde es erneut ruhig um ihn. Weitere vier Jahre vergingen, bis er 2006 seinen dritten nationalen Titel holte, dem er im Jahr darauf einen weiteren folgen ließ. Daraufhin trat er 2008 bei der Ozeanienmeisterschaft an und schaffte es bis ins Finale. Für den Turniersieg gab es die Startberechtigung für die Main Tour. Er verlor zwar gegen Glen Wilkinson, da dem Australier aber die notwendigen Reisen nach Europa zu viel waren, durfte McBreen als Zweitplatzierter die Startberechtigung für die Saison 2008/09 übernehmen. Ohnehin hatte der Neuseeländer seinen Lebensmittelpunkt inzwischen in Deutschland und weniger Probleme, zu den Qualifikationsturnieren im walisischen Prestatyn zu reisen. Allerdings erwies sich auch in diesem Jahr der Abstand zum Profisnooker als zu groß. Er verlor fast alle Auftaktmatches, und das teilweise sehr deutlich. Erst bei der abschließenden Weltmeisterschaft gewann er gegen den Engländer Del Smith sein erstes Match mit 10:8, schied dann aber mit 2:10 gegen James McBain in der Runde der Letzten 96 aus. Platz 95 in der Gesamtwertung war dann auch alles, was er erreichte, und damit verlor er erneut seinen Profistatus. Die PIOS-Qualifikationstour im Jahr darauf verlief ebenfalls erfolglos und er brach sie vorzeitig ab.
McBreen blieb in Europa und ließ sich in Deutschland nieder, wo er auch 2010 seine Frau heiratete. Er schloss sich dem SSC Fürth in der 2. Snookerbundesliga an und stieg 2012 mit dem Verein auf. Im September 2011 gewann er in Köln das Finale der deutschen Turnierserie Grand Prix Snooker mit 3:2 gegen den damals 15-jährigen Lukas Kleckers vom SC Essen. Sein höchstes Turnierbreak liegt bei 145 Punkten. Außerdem war er als zertifizierter WSA-Trainer tätig. Nach einem Mittelfeldplatz in der Saison 2012/13 mit dem SSC verließ er den Verein. Er kehrte nach Neuseeland zurück und praktizierte in Takapuna/Auckland als Rechtsanwalt.

## Erfolge
Amateurturniere:
- Neuseeländischer Meister (1996, 2002, 2006, 2007)[2]